# Derek Dooley
Derek Dooley (né le 13 décembre 1929 à Pitsmoor dans la banlieue de Sheffield au Yorkshire du Sud, et mort le 5 mars 2008 à Sheffield), est un footballeur anglais qui évoluait au poste d'attaquant, avant de devenir ensuite entraîneur, puis dirigeant.

## Palmarès
Sheffield Wednesday
- Championnat d'Angleterre D2 (1) :
  - Champion : 1951-52.
  - Vice-champion : 1949-50.
  - Meilleur buteur : 1951-52 (46 buts).